# Ilia Semaka
Ilia Semaka, uneori și Ilie Semaka (în germană Elias Ritter von Semaka, în ucraineană Ілля Семака, transliterat: Illea Semaka; n. 23 septembrie 1866, Bănila pe Ceremuș (Bănila Rusească), Bucovina – d. 4 ianuarie 1929, Previdzi, Cehoslovacia) a fost un jurist și activist politic ucrainean din Bucovina. El era fratele lui Ivan și Ievhen Semaka.

## Biografie
Era fiu de preot. După liceu, a studiat dreptul la Universitatea din Cernăuți. În 1891 a fost angajat ca jurisconsult la Tribunalul Districtual din Cernăuți, iar în 1897 la Judecătoria din Rădăuți. În 1899 s-a mutat la Cozmeni, unde a lucrat ca secretar, consilier și președinte al judecătoriei. La Cozmeni a condus organizațiile locale „Casa Poporului” și „Ruska Besida”.
S-a implicat pe plan politic, fiind activist al Partidului Național-Democrat, deputat în Parlamentul de la Viena (1907-1918) și în Dieta Bucovinei (1911-1918), membru în Departamentul provincial al Bucovinei. A fost ales în circumscripția electorală Cozmeni-Sadagura. Fiind de origine ucraineană, a fost membru al Radei Centrale Ucrainene de la Viena (1915-1916), participând la activitățile politice pentru înființarea unui stat ucrainean pe teritoriul estic al Austro-Ungariei.
La 19 octombrie 1918, la Liov (Galiția), s-a proclamat Republica Populară a Ucrainei Occidentale. Noul stat includea și partea de nord a Bucovinei, cu orașele Cernăuți, Storojineț și Siret. Între anii 1918-1919 a fost membru al Radei Naționale Ucrainene, făcând parte din comisiile legislativă și financiară.
La 6 noiembrie 1918 s-a semnat un acord între comisarul național ucrainean Omelian Popowicz și autoproclamatul comisar național român Aurel Onciul cu privire la împărțirea Bucovinei între noul stat ucrainean și un guvern românesc inexistent. Deși Onciul nu dispunea de o delegație pentru a semna acest acord, el nefiind împuternicit în acest sens de Consiliul Național Român din Bucovina (organismul politic care reprezenta interesele românilor bucovineni), autoproclamatul guvern ucrainean a dispus ocuparea Palatului administrativ din Cernăuți de către milițiile ucrainene. O delegație a Radei naționale ucrainene formată din deputații Ilia Semaka și Nikolai Spenul și din Omelian Popowicz și Ilie Popowicz l-a somat pe guvernatorul austriac Etzdorf să predea puterea administrativă în teritoriile ucrainene din Bucovina, precum și în orașul Cernăuți, către Rada națională ucraineană. Guvernatorul a cedat în fața forței (palatul fiind deja ocupat de milițiile ucrainene) și a semnat un proces-verbal prin care trecea puterea administrativă în Bucovina către Omelian Popowicz și Aurel Onciul.
Pentru mai multe detalii, vedeți Lovitura de stat din Ducatul Bucovinei din 6 noiembrie 1918.
Consiliul Național Român nu a recunoscut actul semnat de Onciul și s-a opus împărțirii teritoriului Bucovinei și, în condițiile în care trupele de haidamaci ucraineni începeau să ocupe clădirile din Cernăuți, a solicitat ajutor militar din partea guvernului român pentru menținerea ordinii și protejarea vieții cerățenilor. La 9 noiembrie 1918, Divizia 8 Română condusă de generalul Iacob Zadik a intrat în Bucovina „pentru a ocroti viața, avutul și liberatatea locuitorilor de orice neam și credință împotriva bandelor de criminali care au început opera lor de distrugere” (după cum spunea proclamația adresată bucovinenilor de generalul Zadik), iar la 11 noiembrie a intrat în Cernăuți alungând bandele de haidamaci ucraineni.
Pentru mai multe detalii, vedeți Intervenția Armatei României în Bucovina în 1918.
La 15/28 noiembrie 1918, Congresul General al Bucovinei format din reprezentanți ai românilor, germanilor și polonezilor, evreii și ucrainenii refuzând să răspundă invitației, a hotărât Unirea Bucovinei cu România.
După Unirea Bucovinei cu România (1918), Ilia Semaka a plecat la Viena unde a lucrat din ianuarie 1919 în cadrul Comisiei de lichidare austriacă. Mai târziu, a făcut parte din guvernul în exil al Republicii Populare a Ucrainei Occidentale. În 1920, a emigrat în Cehoslovacia, unde a lucrat ca judecător. A murit la Previdzi (Slovacia).